# Ulysses Tholus
Ulysses Tholus est un volcan situé sur la planète Mars par 2,9° N et 238,4° E, dans le quadrangle de Tharsis. Large de 102 km, il s'élève à environ 1 km au-dessus du renflement de Tharsis, et à environ 5 500 m d'altitude au-dessus du niveau de référence martien. Il possède une large caldeira, appelée Ulysses Patera, d'environ 58 km de diamètre et 2 km de profondeur.

## Géographie et géologie
Ulysses Tholus se trouve pratiquement à mi-chemin entre Olympus Mons et l'alignement de volcans de Tharsis Montes, à proximité de Biblis Tholus et de Pavonis Mons.
|                                                                      |  |                                           |
| Carte de la région d'Olympus Mons et de la chaîne de Tharsis Montes. |  | Topographie d'Ulysses Tholus par le MOLA. |

Ce volcan se serait formé au Noachien, il y a au moins 3,92 milliards d'années, c'est-à-dire trois à quatre cents millions d'années avant ceux de Tharsis Montes. L'édifice volcanique est par conséquent largement enfoui sous les couches de lave constituant le renflement, comme le laisse par ailleurs deviner le fait que le plancher de la caldeira se situe sous le niveau du renflement de Tharsis à cet endroit.